# ماركو بان
ماركو بان (بالألمانية: Marco Ban)‏ (26 أغسطس 1994 - ) هو لاعب كرة قدم ألماني في مركز الهجوم. لعب مع شتوتغارت كيكرز وفورتونا كولن ونادي كولن.

## وصلات خارجية
- ماركو بان على موقع قاعدة بيانات كرة القدم.إي يو (الإنجليزية)
- ماركو بان على موقع عالم كرة القدم.نت (الإنجليزية)